# Regimentul 2 Călărași (1916-1918)
Regimentul 2 Călărași a fost o unitate de cavalerie de nivel tactic, care s-a constituit la 14/27 august 1916, prin mobilizarea unităților și subunităților existente la pace. Regimentul era dislocat la pace în garnizoana Caracal. :p. 330
Regimentul a făcut parte din Brigada 1 Călărași alături de Regimentul 1 Călărași, aflată în organica Corpului I Armată. La intrarea în război, Regimentul 2 Călărași a fost comandat de colonelul Marcel Olteanu. Regimentul 2 Călărași a participat la acțiunile militare pe frontul român, pe toată perioada războiului, între 14/27 august 1916 - 28 ocotmbrie/11 noiembrie 1918.{Rp|p. 200}

## Participarea la operații

### Campania anului 1916
În campania din anul 1916 Regimentul 2 Călărași a participat la acțiunile militare în dispozitivul de luptă al Armatei 1, participând la Bătălia de la Brașov (1916) și Bătălia de pe Valea Prahovei (1916). {Rp|passim}{Rp|passim}

### Campania anului 1917
În campania din anul 1917 Regimentul 2 Călărași a participat la acțiunile militare în dispozitivul de luptă al Armatei 1, participând la Bătălia de la Mărășești. În această campanie, regimentul a fost comandat de colonelul Ioan Pop. {Rp|p. 50} {Rp|passim}{Rp|passim}

## Comandanți
- Colonel  Marcel Olteanu
- Colonel  Ioan Pop